# Dicrodon
Genre
Dicrodon est un genre de sauriens de la famille des Teiidae.

## Répartition
Les espèces de ce genre se rencontrent en Équateur et au Pérou.

## Liste des espèces
Selon The Reptile Database (25 mai 2012) :
- Dicrodon guttulatum Duméril & Bibron, 1839
- Dicrodon heterolepis (Tschudi, 1845)
- Dicrodon holmbergi Schmidt, 1957

## Publication originale
- Duméril & Bibron, 1839 : Erpétologie Générale ou Histoire Naturelle Complète des Reptiles. vol. 5, Roret/Fain et Thunot, Paris, p. 1-871 (texte intégral).